# コマンダン・ド・ピモーダン (通報艦)
コマンダン・ド・ピモーダン（フランス語：Commandant de Pimodan, F 787）は、フランス海軍のデスティエンヌ・ドルヴ級通報艦7番艦。艦名は第二次世界大戦中、レジスタンス運動に参加し、逮捕後にルートウィヒスルスト収容所で死亡したアンリ・ド・ピモーダン（Henri de Pimodan）に由来する。

## 艦歴
「コマンダン・ド・ピモーダン」は、DCNロリアン工廠で建造され1975年9月1日に起工、1976年8月7日に進水、1978年5月20日に就役する。
1979年9月29日にスグレ（fr:Segré）と命名都市の関係を結ぶ。「コマンダン・ド・ピモーダン」は当初シェルブール、次にトゥーロン、ブレストの順に配備され、海外領土や経済水域の警備の他に、潜水艦部隊の支援や法執行活動および救難を担当し海洋における諸任務に当たる。
2000年7月28日に退役する。

## TCG ボズジャアダ
ボズジャアダ（トルコ語：TCG Bozcaada, F-500）は、トルコ海軍がフランスから購入したブラク級（Burak）コルベットの1番艦。艦名はボズジャアダ（tr:Bozcaada, Çanakkale、ギリシャ名はテネドス）に由来する。
「ボズジャアダ」は、2000年11月にフランスから購入しDCNにて回復作業が行なわれた後、2001年7月25日にトルコ海軍に納入された。